# Hypothymis
Hypothymis es un género de aves paseriformes perteneciente a la familia Monarchinae. 

## Especies
Contiene las siguientes especies:
- Hypothymis coelestis - monarca celeste;
- Hypothymis helenae - monarca de Helena;
- Hypothymis azurea - monarca nuquinegro;
- Hypothymis puella - monarca azulado.